# Željko Komšić
Željko Komšić (Sarajevo, 20 januari 1964) is een Bosnisch-Kroatische politicus, die deel uitmaakt van het drie-presidentschap van Bosnië en Herzegovina. Hij was tot 2013 een prominent lid van de Sociaaldemocratische Partij (SDP). Uit onvrede over de partijkoers en wegens een conflict met de toenmalige partijvoorzitter, Zlatko Lagumdžija, over de eigen politieke ambities zegde hij zijn lidmaatschap van de SDP op en richtte hij zijn eigen partij op: het Democratisch Front.

## Loopbaan
Op 1 oktober 2006 werd Komšić voor het eerst verkozen als Kroatisch lid van het drie-presidentschap van Bosnië en Herzegovina. Tijdens zijn eerste vierjarige termijn zetelde hij hierin samen met de Serviër Nebojša Radmanović en de Bosniak Haris Silajdžić. In 2010 werd Komšić herkozen voor een tweede termijn, waarin hij samenwerkte met Radmanović en Bakir Izetbegović. In 2014 werd de zetel van Komšić overgenomen door Dragan Čović. Bij de verkiezingen van 2018 wist Komšić het presidentschap echter te heroveren, en in oktober 2022 werd hij herkozen voor een vierde termijn.
Tijdens zijn zittingen in het presidentschap bekleedde Komšić tot nu toe zevenmaal het roulerend voorzitterschap: van juli 2007 tot maart 2008, van juli 2009 tot maart 2010, van juli 2011 tot maart 2012, van juli 2013 tot maart 2014, van juli 2019 tot maart 2020, van juli 2021 tot maart 2022 en van juli 2023 tot maart 2024.
Komšić is afgestudeerd als jurist aan de Universiteit van Sarajevo.

## Politieke standpunten
Komšić is een unitarist en streeft een gecentraliseerde eenheidsstaat na. Hij wil de huidige constitutionele  inrichting van Bosnië en Herzegovina met twee entiteiten en één district afschaffen. Net als een overgrote meerderheid van de Bosnische katholieken en Bosniakken is hij voor toetreding tot de Europese Unie en de NAVO.